# 8082 Хейнес
8082 Хейнес (8082 Haynes) — астероїд головного поясу, відкритий 12 липня 1988 року.
Тіссеранів параметр щодо Юпітера — 3,351.